# Нокс, Роберт (анатом)
Ро́берт Нокс (англ. Robert Knox; 4 сентября 1791, Эдинбург — 20 декабря 1862, Лондон) — британский медик, хирург и естествоиспытатель, проживавший в Эдинбурге.
Нокс известен своим сотрудничеством с анатомическими убийцами Бёрком и Хэром, у которых покупал трупы убитых ими людей для использования в обучении студентов анатомии, не имея возможности (в условиях тогдашнего законодательства) получать достаточное количество трупов иным способом. Он также известен, пусть и в меньшей степени, как антрополог-расист, в своих статьях проповедовавший превосходство и исключительность «англосаксонской расы».

## Ранняя жизнь
Роберт Нокс был восьмым ребёнком в эдинбургской семье Марии Шерер и Роберта Нокса (старшего), преподававшего в Гаретском госпитале (медицинское учебное заведение) математику и натурфилософию. После окончания Королевской средней школы в Эдинбурге он в 1810 году поступил в Медицинскую школу. Единственным оставшимся упоминанием о нём в документах данного заведения было то, что он не смог сдать экзамен по анатомии. Тем не менее, Нокс поступил в заочный анатомический класс Джона Барклая, одного из самых известных британских врачей и анатомистов того времени, и в этот раз успешно смог сдать экзамены.
Окончив медицинский университет Эдинбурга в 1814 году, Роберт Нокс стал ассистентом военного хирурга, первый год проработав в госпитале Святого Варфоломея в Лондоне. В 1815 году, на завершающем этапе Наполеоновских войн, он работал в военном госпитале Брюсселя и именно тогда загорелся идеей развития комплексного изучения анатомии, чтобы успешнее проводить хирургические операции. В то время его описывали как очень энергичного и умного человека, но крайне раздражительного и критиковавшего методы тогдашних хирургов, оперировавших солдат, получивших ранения в битве при Ватерлоо. В апреле 1817 года он вступил в ряды 72-го полка шотландских горцев и сразу же отправился вместе с ними в Южную Африку, вернувшись в Лондон лишь к Рождеству 1820 года, а в октябре 1821 года уехал в Париж на год с небольшим (до конца 1822 года), чтобы изучать там анатомию. В Париже он познакомился с Жоржем Кювье и Этьеном Жоффруа Сент-Илером, двумя людьми, которые стали для него примерами для подражания и кумирами на всю жизнь и о которых он впоследствии писал.

## Карьера в Эдинбурге
Нокс вернулся в Эдинбург на Рождество 1822 года. В 1823 году он стал членом эдинбургского Королевского общества. За это время он написал некоторое количество статей на зоологические темы для нескольких британских научных обществ. Вскоре после своего избрания членом Королевского общества он представил Королевскому колледжу хирургов в Эдинбурге план создания Музея сравнительной анатомии, который был принят, и через восемь месяцев он был назначен директором нового музея.
С 1826 по 1840 годы он преподавал в анатомической школе Барклая в Эдинбурге, которая собрала большое количество студентов и по качеству преподавания превосходила другие школы. Но многие преподаватели, получавшие лишь небольшое вознаграждение от городского совета за свою работу, вели занятия скучно и сурово относились к слушателям, в отличие от Нокса, лекции которого, по сохранившимся описаниям, были совсем иными. Этим он создал спрос на частные уроки и давал их больше, чем все остальные преподаватели вместе взятые. На своих лекциях, называемых «континентальными», Нокс часто шокировал студентов детализацией анатомических описаний и своим поведением в целом, нередко высмеивая духовенство и религию. Джон Джеймс Одюбон, находившийся в то время в Эдинбурге в поисках покупателей для своих «Птиц Америки», побывал на одной из лекций Нокса и описал его как человека «в халате и с пальцами, измазанными кровью». Он также записал, что «подробности [демонстрируемого им вскрытия] были ужасны, некоторые шокировали более, чем всё, что я только мог представить. Я был рад покинуть этот склеп и вдохнуть целебный воздух улицы».

## Покупка трупов
В 1815 году в программы медицинских учреждений Великобритании анатомия была введена в значительно большем и серьёзном объёме, нежели раньше. Тем не менее, до принятия Анатомического акта в 1832 году единственным легальным источником получения трупов для медицинских учреждений была передача тел казнённых преступников. В связи же с тем, что в начале XIX века с отменой Кровавого кодекса число казней сокращалось, это вызвало острый дефицит трупов и невозможность нормального обучения студентов-медиков. Нелегальная покупка трупов, подразумевавшая покупку врачами трупов умерших на улице или даже уже похороненных бродяг, уже была к тому времени распространённым явлением, но потребности школы Нокса она тоже не могла удовлетворить: Нокс привык преподавать по так называемой «французской модели», подразумевавшей, что на каждого студента приходится по одному трупу. В ноябре 1827 года у человека по имени Уильям Хэр, сдававшего жильё внаём, внезапно умер квартирант, и Нокс купил у него его тело за 7 фунтов и 10 шиллингов. После этого случая Хэр и его сообщник Бёрк, более известный как Уэст-портские убийцы, начали убивать бродяг и пьяниц, предварительно заманивая их в своё жилище, с целью последующей продажи их тел Ноксу. Они совершили как минимум 16 убийств, прежде чем были пойманы 2 ноября 1828 года. Связь Нокса с преступниками была сразу же раскрыта, хотя они и поклялись, что Нокс, покупая трупы, не знал о том, что людей убивали специально. Из-за этой истории город был охвачен ужасом, который только увеличивался от многочисленных публикаций в газетах об этих событиях. Несмотря на то, что Ноксу не было предъявлено никаких обвинений, его репутация была безнадёжно подорвана. Люди стали опасаться его, на его дом было совершено нападение, а сотрудники Королевского колледжа хирургов в Эдинбурге, где Нокс тогда работал, стали предпринимать большие усилия, чтобы изгнать его. В конце концов он был вынужден в июне 1831 года уйти в отставку с поста куратора Музея сравнительной анатомии, который когда-то сам основал. Тем не менее, Нокс всё равно продолжил нелегально покупать трупы и давать частные уроки, уже не собиравшие столько слушателей, но после принятия в 1832 году Анатомического акта, делающего обязательными занятия по практической анатомии во всех медицинских университетах и дающего им более широкие легальные возможности получения трупов, его карьера рухнула окончательно.
В 1841 году умерла жена Нокса, Мэри Рассел, на которой он женился ещё в 1823 году, и один их ребёнок. Это, а также преследование со стороны городских чиновников вынудило его в 1842 году переехать в Лондон (остальные их дети остались с его племянником). Однако в Лондоне о его прошлом было прекрасно известно, поэтому найти работу хирурга ему не удалось. До 1856 года он зарабатывал на жизнь медицинской журналистикой, написанием книг и статей по данной тематике и редкими публичными лекциями по анатомии; все его основные работы были написаны в период до 1857 года включительно, причём лучше всего продавались его статьи о рыбной ловле, которой он увлекался всю свою жизнь. В 1856 году он устроился на работу патологоанатомом в онкологическую больницу Лондона, проработав там до своей смерти. Умер 20 декабря 1862 года, похоронен на кладбище Бруквуд около Уокинга, графство Суррей.

## Работы
В своих сочинениях Нокс синтезировал взгляды на природу трёх наиболее влиятельных натуралистов того времени. Из работ Кювье он взял представления о великих эпохах в естественной истории, о вымираниях и неадекватности библейских рассказов. Из работ Этьен Жоффруа Сент-Илера и Анри Бленвиля он почерпнул пространственный и тематический взгляд на живых существ. Он считал, что при должном старании все живые существа могут быть верно классифицированы и правильно распределены в условной таблице, и можно увидеть как внутренние, так и внешние изменения их органов и анатомии в соответствии с принципами связи, единства композиции и компенсации.
Взгляды Гёте были ещё одним важным дополнением к взглядам Нокса на природу. Гёте считал, что в мире живой природы существовали некие трансцендентные архетипы, которые могли быть созданы высшей силой. Если, по его мнению, натуралист будет достаточно проницательным для того, чтобы рассмотреть историю развития существ в этом правильном порядке, то он сможет воспринять — эстетически — тот самый архетип, который был имманентным в совокупности ветви развития, хотя в настоящее время именно такого существа уже нет. Нокс писал, что для него очень важно доказать существование «универсальных животных», «или, другими словами, доказать, что наследственное происхождение связано прежде всего с конкретным родом или семейством». Таким образом, он мог бы претендовать на открытие схемы классификации живой природы на уровне рода, но в ней было очень туманным понятие вида. Человек, по его мнению, тоже представлял собой род, а не вид. Видами же для него были расы, так как определения вида для него не существовало. Нокс рассматривал свою работу в качестве основы для формулирования базовых расовых законов. В дополнение к классификации рас как виды Нокс считал, что существуют различия внутри рас в зависимости от типов происхождения конкретной нации. Он считал, что англичане-англосаксонцы превосходят всех остальных.

## В массовой культуре
Рассказ Роберта Льюиса Стивенсона «Похититель трупов» (англ. The Body Snatcher) основан на истории убийств Бёрка и Хэра, причём университетского профессора-анатома в рассказе называют фамилией К (англ. K).